# Częstochowa
Częstochowa (/t͡ʂɛ̃stɔˈxɔva/ ) est une ville du sud de la Pologne, située dans la voïvodie de Silésie dont elle est la deuxième ville la plus peuplée. Dotée du statut de powiat, elle est aussi le chef-lieu du powiat de Częstochowa, dont le territoire lui est extérieur. Bien que Częstochowa ait été incorporée à la voïvodie de Silésie en 1999, la ville ne fait pas partie de la Silésie. Częstochowa fait partie de la région appelée Petite-Pologne (Małopolska), dont la capitale est Cracovie, c'est pourquoi, pour souligner ses liens avec Cracovie, la ville a rejoint « l'Association des communes et villes de Petite-Pologne (Małopolska) ».
Częstochowa est un grand centre religieux : métropole archiépiscopale, elle est connue dans le monde entier par le monastère des pères paulins à Jasna Góra, où se trouve l'image miraculeuse de la Vierge de Częstochowa, l'icône de la Madone noire. Częstochowa est un centre de pèlerinage de rang mondial : le sanctuaire est visité chaque année par quatre à cinq millions de pèlerins qui viennent de 80 pays du monde.
C'est aussi une ville universitaire comptant neuf écoles supérieures dans lesquelles étudient plus de quarante mille étudiants, un centre de culture, qui puise dans la tradition et l'histoire, et une ville ouverte au monde. En 1998, elle a été la première ville de Pologne à recevoir le Prix de l'Europe attribué par le Conseil de l'Europe.

## Histoire

### Vue d'ensemble
Les premières mentions de Częstochowa datent d'environ 1220. Au XIVe siècle la ville reçoit une charte de Casimir le Grand et devient un centre notable de commerce sur la route qui menait de la Russie et de Valachie vers la Basse-Silésie et la Saxe. Le monastère paulinien de Jasna Góra est fondé en 1382, à l'initiative du prince Piast Ladislas II d'Opole (Władysław Opolczyk).
En 1502, Częstochowa accède au droit de Magdebourg. L'étape suivante dans le développement de la ville a été l'extraction du minerai de fer. Son emplacement avantageux à proximité de la Warthe et du monastère fortifié de Jasna Góra ont participé au développement de la ville. Par ailleurs, le village de Częstochówka occupe les pieds du monastère, et reçoit le droit de ville en 1717 d'Auguste II de Pologne et prend le nom de Nowa Częstochowa.

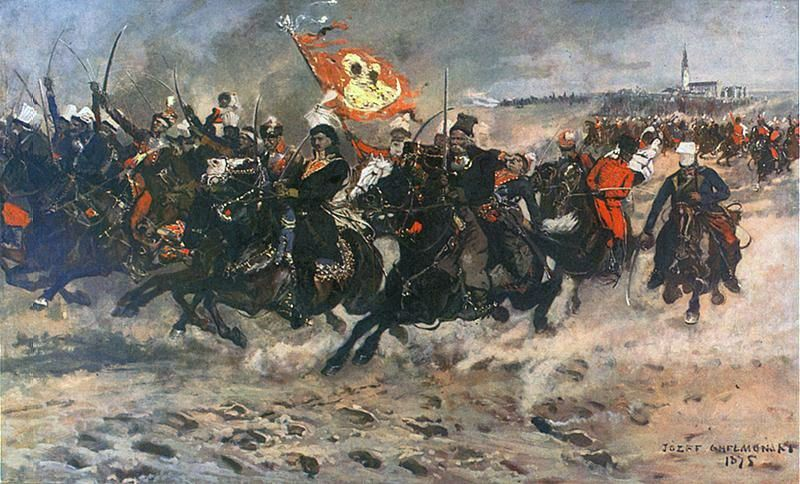
Casimir Pułaski à Częstochowa (1875), par Józef Chełmoński

Częstochowa est au cœur des événements de la confédération de Bar, les insurgés contrôlant le monastère et le défendant victorieusement contre les troupes russes en 1771, sous le commandement de Casimir Pulaski. Lors des partages de la Pologne qui s'ensuivent, la ville se retrouve temporairement sous l'autorité prussienne (1793-1807) avant d'être intégrée à l'éphémère Grand Duché de Varsovie (1807-1815) puis de faire partie du Royaume du Congrès au sein de l'Empire russe, dans le gouvernement de Kalisz.
Częstochowa et Częstochówka fusionnent en 1826. À la même époque est tracée l'avenue de la Bienheureuse-Vierge-Marie (Aleja Najświętszej Maryi Panny), joignant les deux villes ne devant désormais faire plus qu'une seule : l'avenue se borde peu à peu de maisons et de magasins : les activités commerciales s'installent le long du kilomètre et demi de l'avenue et y transfèrent le cœur économique de la ville depuis les anciennes places du marché (le Stary Rynek à Częstochowa, à l'est, et le rynek Wieluński aux pieds du monastère, à l'ouest). À mi-chemin entre Jasna Góra et l'église Saint-Sigismond, qui forment les deux extrémités de l'avenue, est bâti au début du XXe siècle l'hôtel de ville de Częstochowa (aujourd'hui musée municipal).
Le développement le plus intensif de la ville survient durant la révolution industrielle. La présence de sources d'eau et l'ouverture de la ligne de chemin de fer Vienne-Varsovie en 1846 favorisent l'apparition d'usines textiles (notamment La Czenstochovienne, à capitaux français), d'une fonderie et d'industries diverses (maroquinerie, chimie...). L'artisanat de Częstochowa, basé sur des traditions antérieures, fabrique des produits en métaux précieux, en verre et en céramique.
À la fin du XIXe siècle, Częstochowa devient un centre industriel au développement dynamique et quatrième ville du royaume de Pologne. Le couronnement de l'importance de Częstochowa a été l'organisation en 1909 de la grande Exposition d'industrie et d'agriculture. En 1933, la ville devient une starostie municipale. Częstochowa renforce alors son héritage culturel. De nouvelles institutions culturelles apparaissent : un musée, des bibliothèques, un théâtre, un cinéma, des écoles et des lycées, des organes de presse locale... Le diocèse de Częstochowa est créé en 1925, alors que la cathédrale de la Sainte-Famille de Częstochowa est en cours d'achèvement (1901-1927) ; en 1992 le pape Jean-Paul II l'élève au rang d'archidiocèse métropolitain.
Bien que Częstochowa fasse historiquement partie de la Petite Pologne, lors du redécoupage administratif de 1999, la ville, qui avait jusqu'alors sa propre voïvodie, est rattachée à la Silésie dont la capitale est Katowice, ce qui a suscité à l'époque des protestations de la part des Częstochowiens.

### Le judaïsme à Częstochowa
Częstochowa a été un centre de la pensée juive, et hébergea une importante communauté à partir de 1700 environ. D'après le recensement de 1897, 12 000 Juifs vivaient à Częstochowa, soit environ 26 % de la population de la ville.
En 1902, un pogrom antisémite fit 14 victimes parmi les juifs de la ville,.
Dès les premiers jours qui ont suivi la prise de la ville par les nazis, le 3 septembre 1939, la communauté juive a été victime d'exécutions massives. La quasi-totalité des 45 000 Juifs que comptait la ville ont péri, ou ont été exécutés ou déportés, durant la Seconde Guerre mondiale après avoir été parqués dans un ghetto.
Fondé à la fin du XIXe siècle, le cimetière juif compte actuellement 4 500 tombes, dont celle du maître spirituel hassidique Izaak Mayer Justman. Le messianiste Jacob Frank a passé plusieurs années dans la prison de la ville alors que les autorités cherchaient à le couper de la base de ses fidèles.

## Étymologie
Selon l'étymologie populaire, le nom de « Częstochowa » signifierait « se cache (chowa) souvent (często) » et serait lié aux collines environnantes qui dissimulent la ville.
Selon une autre version, fondée sur une interprétation assez proche de la précédente (« refuge fréquent »), Częstochowa tirerait son nom du fait qu'elle a souvent abrité des patriotes dans des situations critiques.
En réalité, ce nom est plus probablement dérivé d'un nom de personne et signifierait « la ville de Częstoch » (en polonais, l'adjonction de suffixes en -ów, -owo ou -owa est un moyen courant de formation de noms de villes (ex. : Kraków, Augustów, Kolbuszowa, Władysławowo, etc.)
Les sources françaises anciennes mentionnent la ville sous les noms de « Czenstochow » (avant le XIXe siècle) puis de « Czenstochowa ». En allemand, le nom est transcrit « Tschenstochau » et en russe, « Ченстохов » (Tchenstokhov).
Le nom du monastère de Jasna Góra est parfois francisé en Clair Mont.

## Géographie
La population était d'environ 259 600 habitants en 1993 (221 252 habitants en 2019) répartis sur une superficie municipale de 160 km2, soit une densité de population moyenne de 1 597 hab./km2.

### Situation
Częstochowa se trouve à environ 200 km au sud-ouest de Varsovie, et à environ 100 km au nord-ouest de Cracovie.
Sa longitude est de 19° 07' Est et sa latitude de 50° 48' Nord (50° 48′ N, 19° 07′ E )

### Transports
Częstochowa possède une gare ferroviaire des Chemins de fer de l'État polonais (PKP). Elle se trouve sur la première ligne de chemin de fer construite à partir de Varsovie ; elle reliait dès 1848 la capitale du royaume de Pologne (sous tutelle russe) avec le réseau autrichien, via Skierniewice, Radomsko, Piotrkow Trybunalski).
Elle dispose aussi d'un petit aéroport (code AITA : CZW).

### Climat
| Mois                                             | jan.       | fév.       | mars       | avril     | mai       | juin      | jui.     | août      | sep.      | oct.      | nov.       | déc.       | année      |
| ------------------------------------------------ | ---------- | ---------- | ---------- | --------- | --------- | --------- | -------- | --------- | --------- | --------- | ---------- | ---------- | ---------- |
| Température minimale moyenne (°C)                | −3,9       | −3,1       | −0,4       | 4,3       | 8,8       | 12,4      | 14,3     | 14        | 9,7       | 5,5       | 1,6        | −2,4       | 5          |
| Température moyenne (°C)                         | −1,5       | −0,3       | 3,1        | 9,1       | 13,9      | 17,4      | 19,3     | 18,8      | 13,8      | 8,8       | 4          | −0,2       | 8,8        |
| Température maximale moyenne (°C)                | 1,3        | 3,1        | 7,6        | 14,4      | 19,3      | 22,6      | 24,7     | 24,5      | 19        | 13,2      | 7,2        | 2,3        | 13,2       |
| Record de froid (°C) date du record              | −26,6 1987 | −29,9 1956 | −20,9 1963 | −6,2 2012 | −2,9 1953 | 0,8 1958  | 4,6 1965 | 5,2 1968  | −0,9 1970 | −6,5 2003 | −15,4 1989 | −23,2 1961 | −29,9 1956 |
| Record de chaleur (°C) date du record            | 13,4 1993  | 18,4 1990  | 23,1 1974  | 29,5 2012 | 34,1 1958 | 35,6 2000 | 36 1957  | 36,9 2013 | 33,7 2015 | 27 1966   | 20,1 2018  | 16,6 1961  | 36,9 2013  |
| Ensoleillement (h)                               | 50,8       | 66         | 121,7      | 185,8     | 231,4     | 233,9     | 245,4    | 237,8     | 166,8     | 111,2     | 54,5       | 40,4       | 1 745,8    |
| Précipitations (mm)                              | 35,7       | 33,1       | 40,9       | 43,2      | 74,4      | 79,2      | 93,7     | 62        | 60,8      | 48,3      | 41,7       | 34,9       | 658,2      |
| dont neige (cm)                                  | 197        | 213,5      | 102,9      | 12,8      | 0,3       | 0         | 0        | 0         | 0         | 3,6       | 27,7       | 99         | 656,7      |
| Nombre de jours avec précipitations              | 9,4        | 8,3        | 9,3        | 7,7       | 9,9       | 10        | 10,7     | 8,5       | 8,8       | 9         | 8,9        | 8,6        | 109,7      |
| dont nombre de jours avec précipitations ≥ 10 mm | 0,3        | 0,3        | 0,7        | 1         | 2,4       | 2,4       | 2,9      | 1,8       | 2         | 1,1       | 0,9        | 0,5        | 16,5       |
| Humidité relative (%)                            | 86,2       | 82,2       | 75,9       | 67,2      | 69,7      | 69,9      | 70,3     | 71,5      | 77,8      | 82,6      | 86,7       | 87,4       | 77,3       |
| Nombre de jours avec neige                       | 18,3       | 17,8       | 8,5        | 1,3       | 0,1       | 0         | 0        | 0         | 0         | 0,4       | 5,3        | 14,6       | 66,2       |

| Diagramme climatique                                  |             |             |             |             |              |              |          |           |             |            |             |
| J                                                     | F           | M           | A           | M           | J            | J            | A        | S         | O           | N          | D           |
| 1,3−3,935,7                                           | 3,1−3,133,1 | 7,6−0,440,9 | 14,44,343,2 | 19,38,874,4 | 22,612,479,2 | 24,714,393,7 | 24,51462 | 199,760,8 | 13,25,548,3 | 7,21,641,7 | 2,3−2,434,9 |
| Moyennes : • Temp. maxi et mini °C • Précipitation mm |             |             |             |             |              |              |          |           |             |            |             |

## Pèlerinage

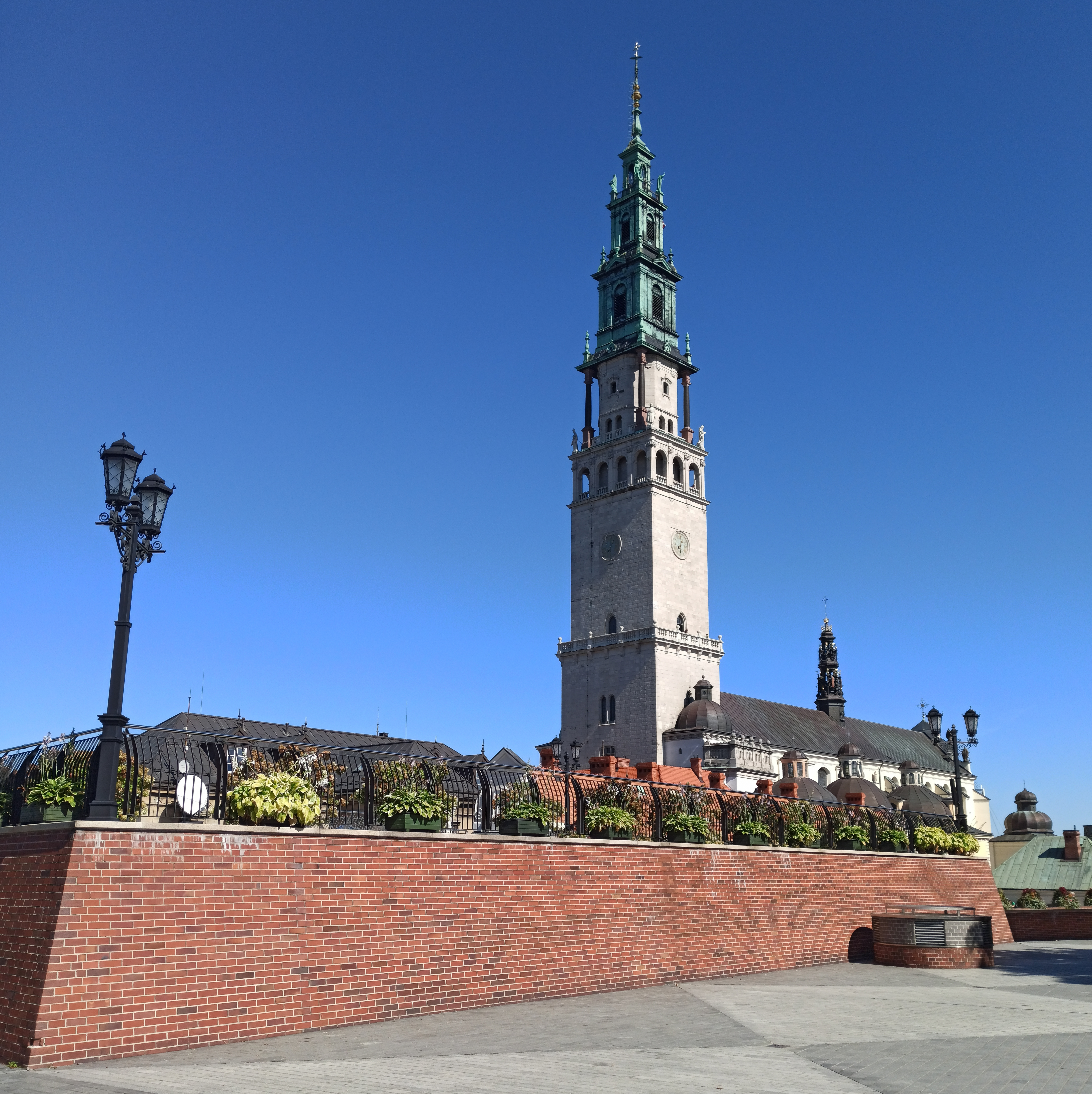
Jasna Góra

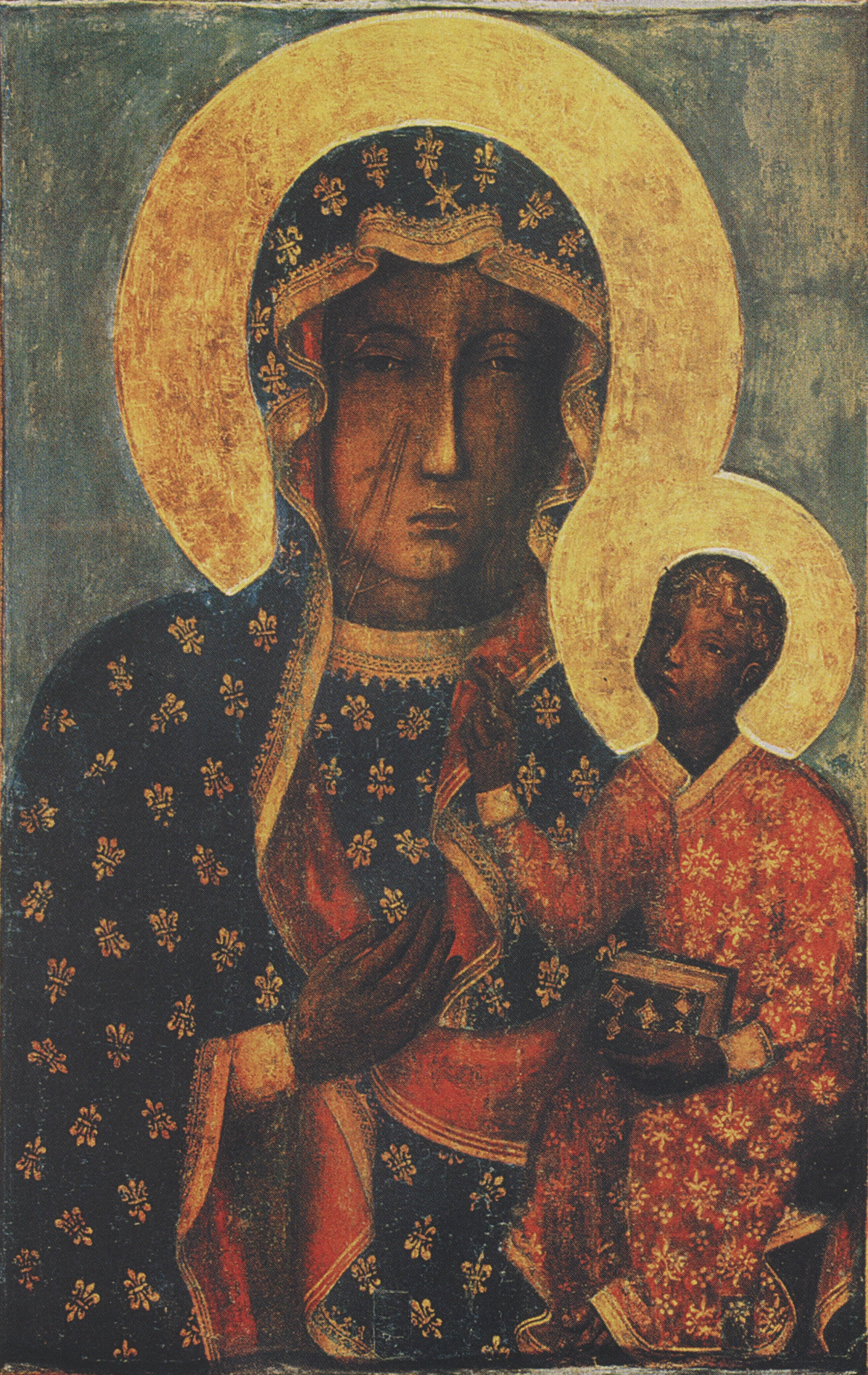
La Madone noire de Częstochowa

Częstochowa est un centre de pèlerinage marial renommé tout particulièrement en Europe centrale et orientale : bien avant le XXe siècle, il attirait annuellement des foules de plusieurs dizaines voire de centaines de milliers de personnes chaque année. Après son accession au trône pontifical en 1978, le pape Jean-Paul II, ancien archevêque de Cracovie, s'y est rendu plusieurs fois au cours de ses voyages apostoliques. En 1991, elle reçut les Journées mondiales de la Jeunesse.

### La «Czarna Madonna»
La basilique du monastère de Jasna Góra abrite l'icône célèbre de la Madone noire de Częstochowa. Le monastère est occupé par une congrégation de frères paulins.
L’appellation de « Madone noire » est à distinguer des vierges noires, sculptures romanes du Moyen Âge occidental méditerranéen. La Czarna Madonna est une icône qui selon la tradition aurait été peinte par saint Luc sur la planche de la table sur laquelle priait et prenait nourriture la Sainte Famille, et son surnom « Czarna », « noire » en polonais, provient de l'assombrissement au fil du temps de la peinture utilisée à l'origine.
L'icône, installée en ce lieu par Władysław Opolczyk (Ladislas d’Opole) en 1382, se reconnaît facilement aux « balafres » sur la joue droite de la Vierge, souvenirs du pillage du sanctuaire par des bandits hussites le 14 avril 1430, jour de Pâques. Elle fut restaurée à la cour du roi Władysław Jagiełło (Ladislas Jagellon).
Souvent copiée et reproduite, la Madone noire de Częstochowa est l'un des symboles catholiques les plus importants en Pologne. De nombreuses églises, que ce soit en Pologne ou qu'il s'agisse de paroisses polonaises à l'étranger, mais pas uniquement, en possèdent des reproductions plus ou moins imposantes.
Chaque année, une délégation de militaires polonais se déplace dans le Sud-Ouest de la France, à Idron, afin de se recueillir face à un monument à la Vierge de Częstochowa, qui rappelle le passage de l'armée polonaise dans le camp militaire d'Idron.
En 2011, le Saint-Siège envoie au Sanctuaire plusieurs reliques de saint Jean-Paul II. C'est la ceinture tachée de sang de l'attentat du 13 mai 1981 et quelques morceaux de son corps, qui sont conservés dans des reliquaires et châsses. Elles sont aujourd'hui extrêmement vénérées.

## Patrimoine

### Le monastère

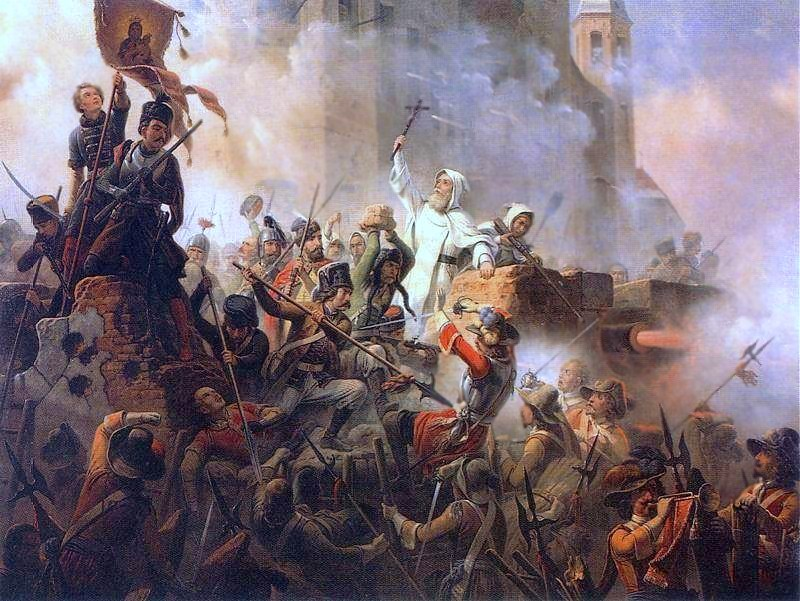
La Défense de Jasna Góra par Janvier Suchodolski.

Jasna Góra a été fondé en 1382 par les pères Paulins, auxquels le prince Ladislas II d'Opole a offert l'icône de la Sainte Vierge. Ensuite grâce aux dons et à la fondation de Ladislas II Jagellon et de sa femme Hedwige ont édifié à cet endroit en 1393 le monastère. Les fortifications construites dans les années 1620-1644 par Ladislas IV Vasa ont fait du monastère un important centre de défense. En 1655 la forteresse a opposé une résistance victorieuse à l'armée suédoise du roi Charles X Gustave. La défense dirigée par le prieur Augustin Kordecki eut un grand retentissement moral et politique. Dès 1656, dans les serments de Lwów, le roi Jean Casimir faisait de la Vierge Marie la reine de Pologne. La forteresse a supporté les sièges suédois pendant la guerre du Nord en 1702, 1704 et 1705. Le monastère a confirmé sa puissance militaire à l'automne 1770 quand les confédérés de Bar sous le commandement de Casimir Pulaski ont résisté pendant quatre mois à l'armée russe. C'est lors des guerres napoléoniennes que Jasna Góra a joué pour la dernière fois son rôle de forteresse face à l'armée autrichienne. Les fortifications furent rasées par les Russes en 1813.

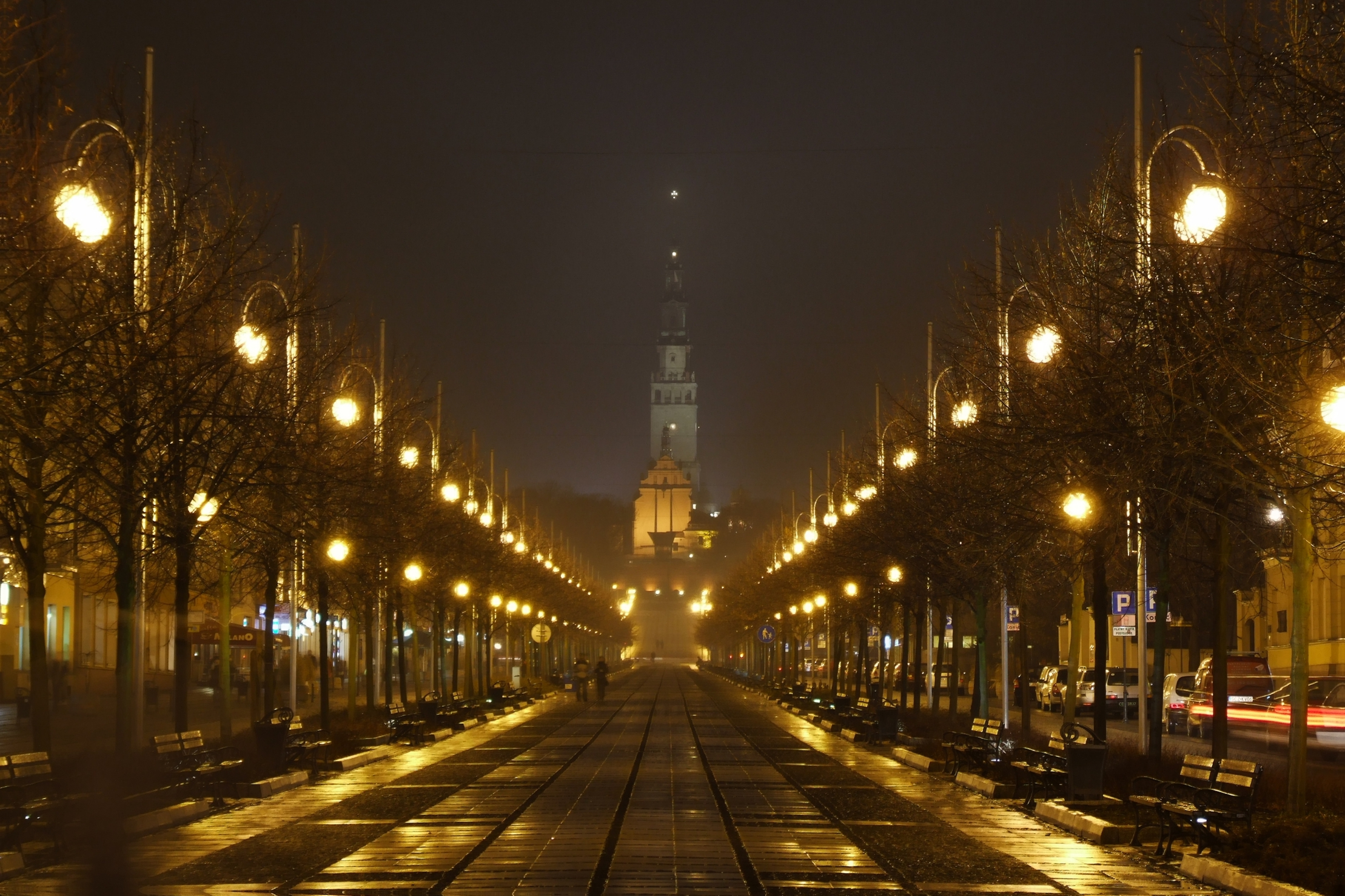
Vue de la IIIe avenue et de Jasna Góra en fond, la nuit.

En 1956, le cardinal Stefan Wyszyński a renouvelé les Serments de la Nation de Jasna Góra - l'acte de promesses de l'épiscopat - lors de la 300e célébration des Serments du roi Jean Casimir. En 1979, Jean-Paul II fit sa première visite officielle à Jasna Góra en tant que souverain pontife. L'ancienne devise municipale, jusqu'en 2011 : (Częstochowa, to dobre miasto — Częstochowa, c'est une bonne ville) était d'ailleurs une citation de Jean-Paul II.
L'ensemble architectural actuel, bâti sur une période de plus de six siècles, se présente en un complexe monastique compact. Au sein des fortifications, ont été réunis des témoignages des époques passées, symboles de l'héritage culturel de la Pologne.
- La chapelle de la Sainte Vierge, de style gothique, accueille dans un autel d'ébène baroque l'icône de la Vierge noire de Częstochowa. Les ex-voto disposés sur les murs de la chapelle rappellent l'importance des pèlerinages réalisés à Częstochowa. Dans les années 1662-1664 la chapelle fut reliée à une construction baroque à trois nefs, qui reste aujourd'hui l'œuvre majeure de l'architecture polonaise de l'époque de la contre-réforme. La troisième partie de la chapelle fut ajoutée en 1929.
- Elle est accolée à la basilique de la Sainte-Croix retrouvée et de la naissance de la Sainte Vierge, œuvre monumentale de style baroque. Les voûtes sont couvertes de fresques de la fin du XVIIe siècle. L'autel principal est une œuvre de la fin du baroque.
- Plusieurs chapelles complètent l'ensemble : de saint Paul-Ermite, des reliques des Saints, du cœur de Jésus. Toutes sont du XVIIe siècle. Au-dessus de l'entrée principale de la basilique, se trouve l'un des plus grands orgues de Pologne, qui possède 105 voix, 4 claviers et deux comptoirs.
- La salle des Chevaliers date de la Renaissance et est remplie par un cycle de tableaux du XVIIe siècle qui témoignent des événements importants pour l'ordre.
- Sur les remparts se trouvent les bastions des anciennes fortifications du carré de la forteresse de Jasna Góra, baptisés du nom de sainte Barbe, de saint Roch, de la Sainte Trinité et de saint Jacques.
- La flèche mesure 106,3 mètres et 519 marches permettent d'accéder à son sommet. Une terrasse permet d'embrasser tout le panorama de Częstochowa. Au deuxième étage de la tour se trouve une horloge à carillons, qui joue des mélodies de Marie sur 36 clochettes.
- Les collections des frères Paulins sont exposées au Trésor, dans l'arsenal, dans le Musée des 600 ans et à la bibliothèque du monastère.

### Le parc de Jasna Góra
Le parc Stanisław Staszic est créé en 1826 sur le versant oriental de Jasna Góra et fut le site de l'exposition nationale agro-industrielle de 1909. C'est de cette époque que proviennent : le pavillon des Expositions de la période de la sécession du Musée de Częstochowa, unique, la seule en Pologne ferme d'anciens propriétaires, en bois, une tonnelle stylisée et un observatoire astronomique. L'espace du Parc est diversifié par deux piscines liées par un étroit petit canal embelli par une fontaine. Il y a la verdure de rares espèces d'arbres et des arbustes, entre autres le pin noir, le genévrier chinois, le frêne de Pennsylvanie et le pseudotsuga (Pseudocuga douglasii). Le Parc du 3 mai, créé en 1938 et situé sur le versant Est de Jasna Góra. Il y a le court du tennis, avec un pavillon présentant un style architectural intéressant. Près du monument de Stanisław Moniuszko se réunissent les passionnés des échecs. Dans le parc poussent 1 581 spécimens d'arbres et arbustes, faisant partie de 83 espèces et variétés. Les espèces étrangères proviennent en grande partie de l'Amérique du Sud et de l'Asie.

### Les musées
La ville dispose de plusieurs musées qui sont pour la plupart regroupés sur un site surplombant le monastère de Jasna Góra : 
- Musée régional de Częstochowa, le plus vieux musée de Częstochowa. Le siège du musée se situe dans l'ancien hôtel de ville.
- L'Hôtel de ville
- Maison de la poésie - Musée Halina Poświatowska
- Galerie de peinture et de sculpture du XIXe siècle et XXe siècle
- La Réserve archéologique de la culture lusatienne
- Musée de l'extraction du minerai de fer[8]

Principaux musées
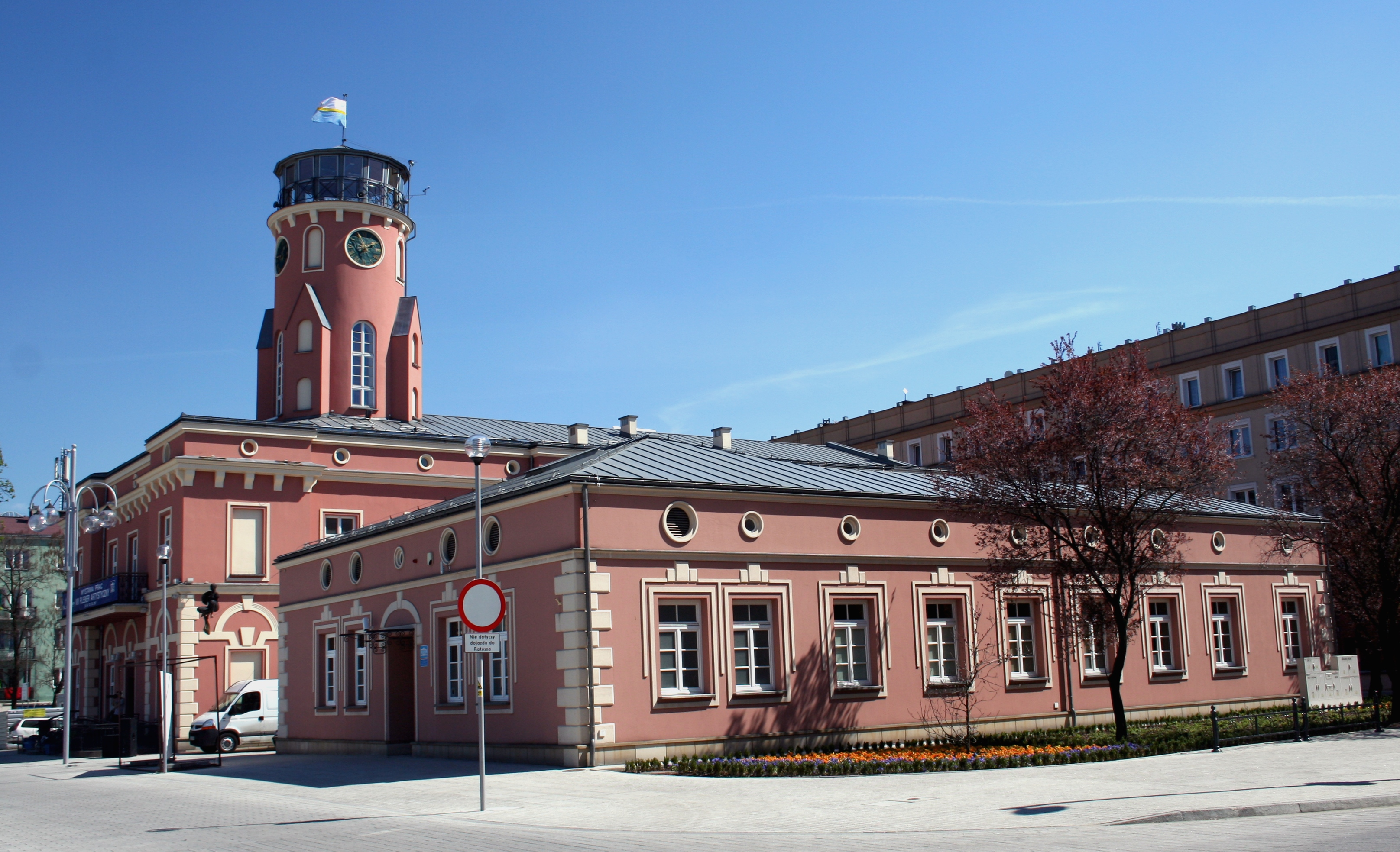
Hôtel de ville et musée régional Częstochowa.
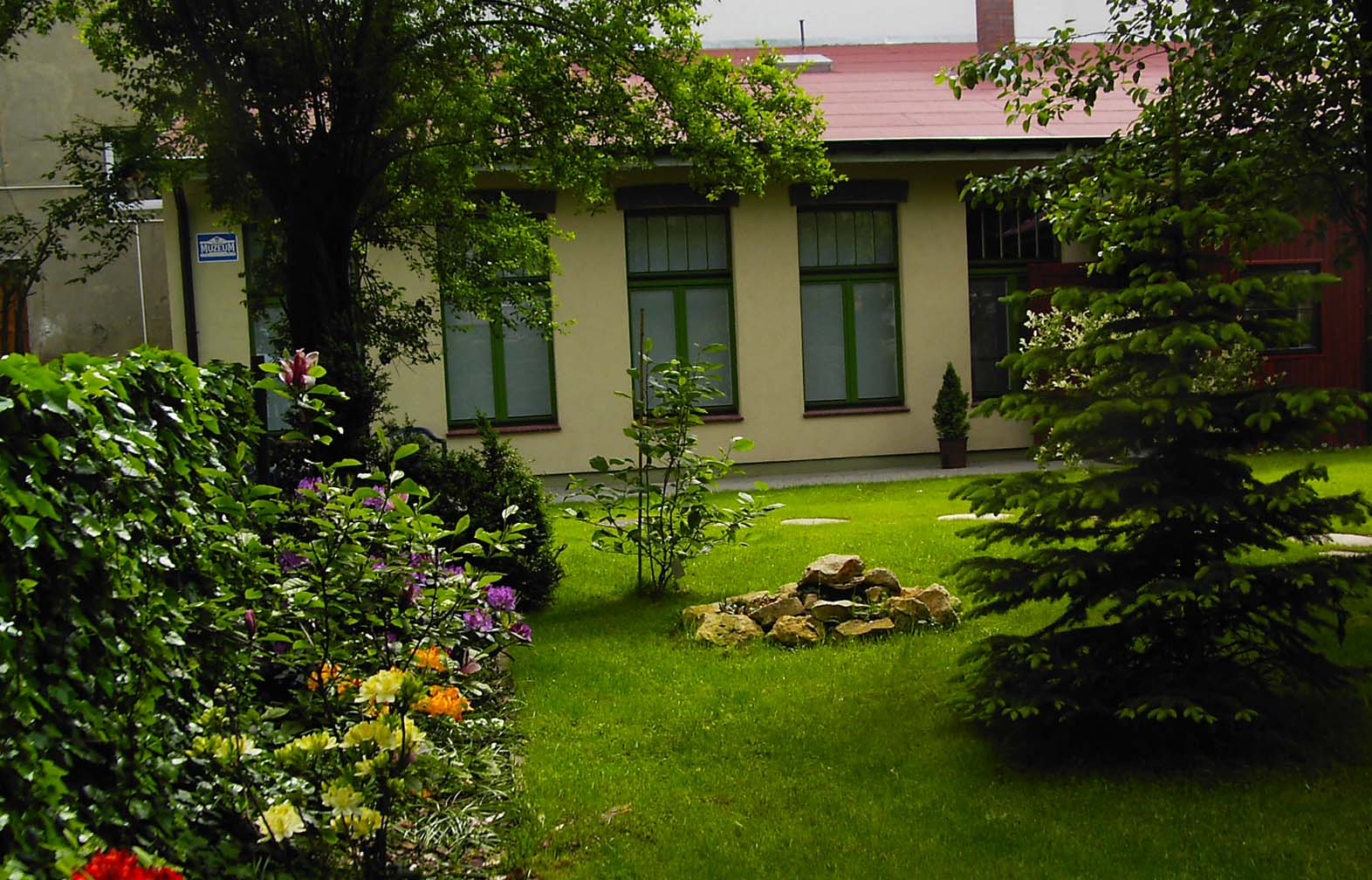
Maison de la poésie - Musée Halina Poświatowska.
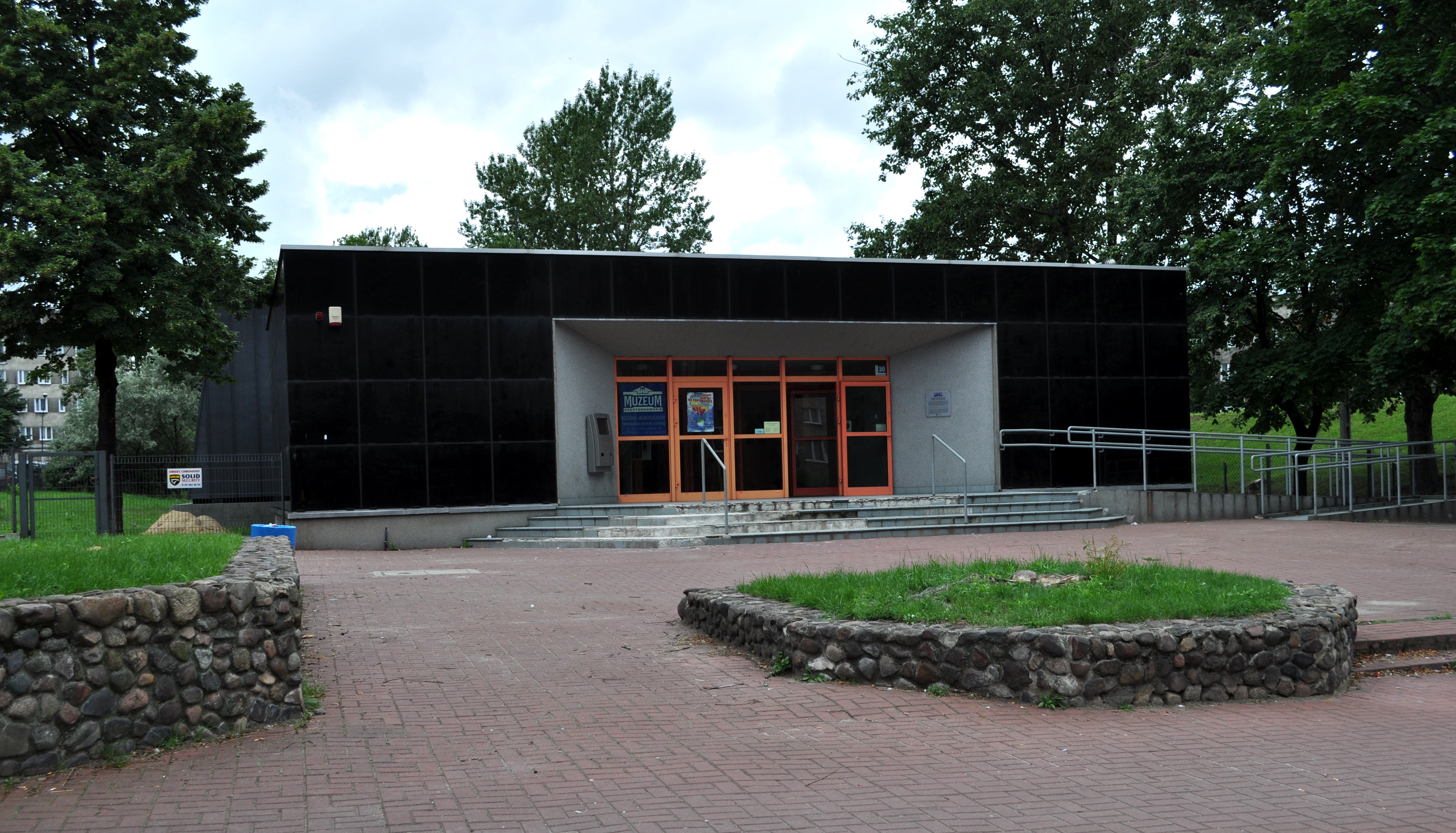
Réserve archéologique de Częstochowa.
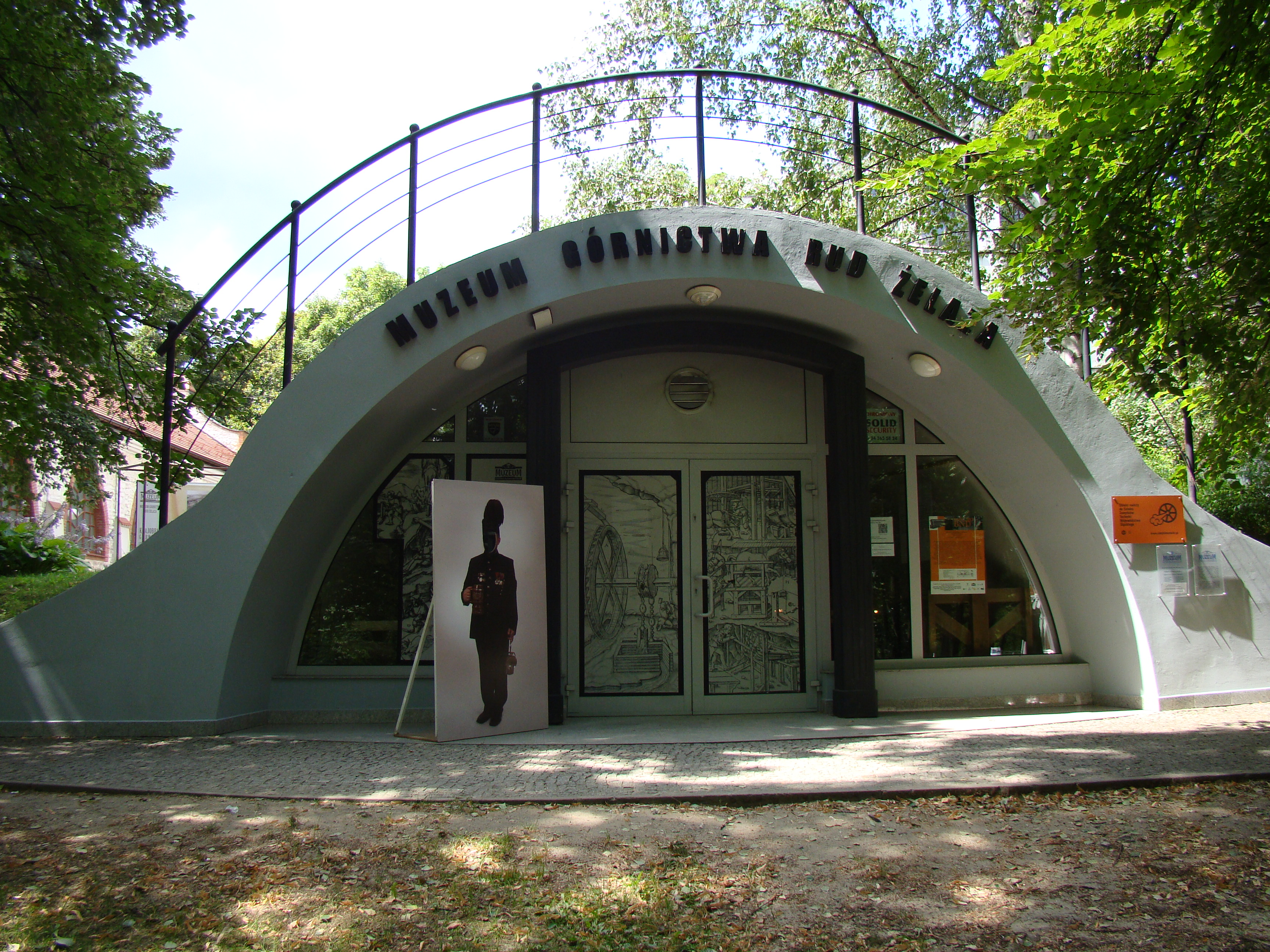
Musée de l'extraction du minerai de fer.
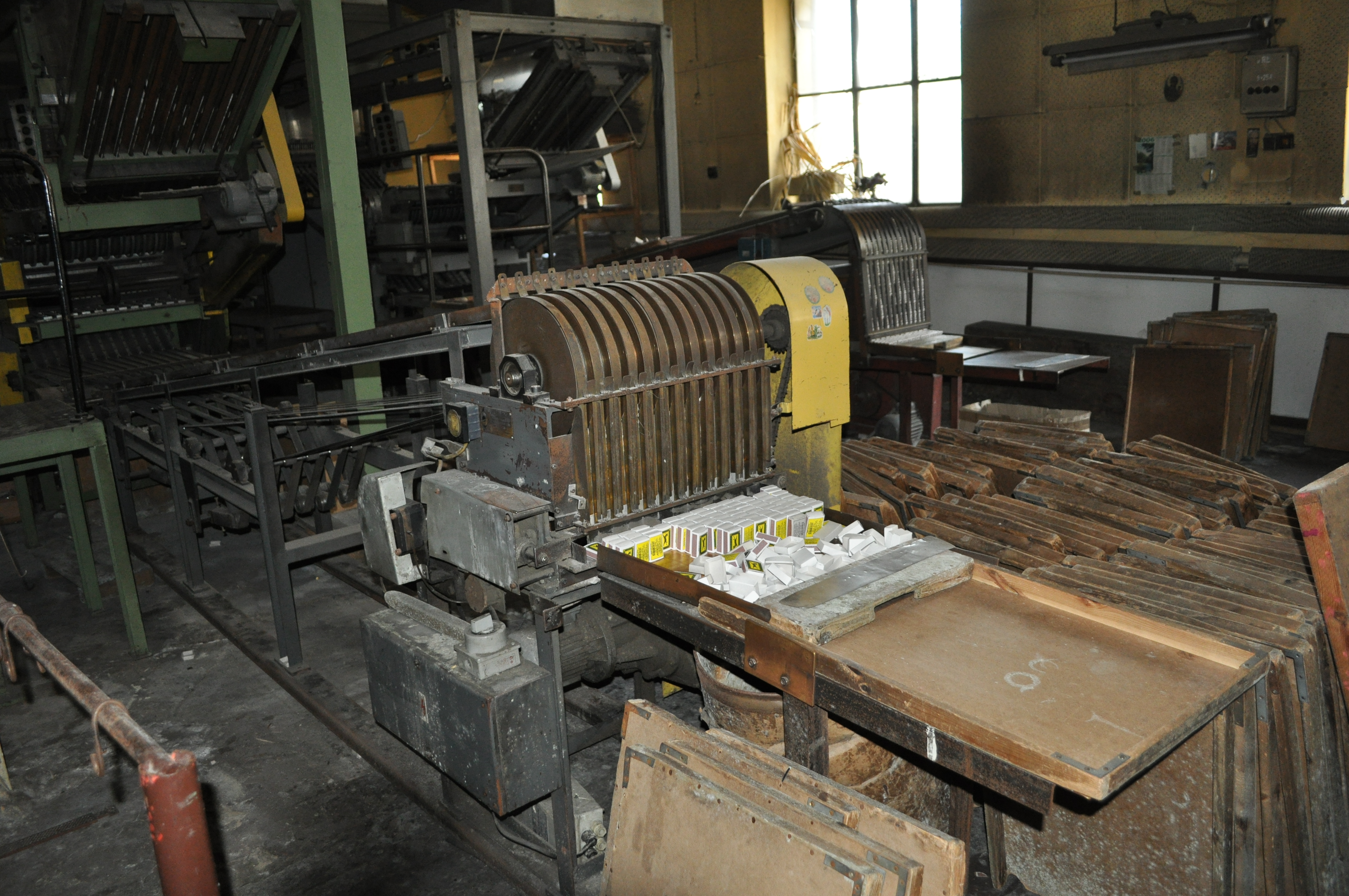
Musée de production d'allumettes.

#### Autres musées et galerie
- L'exposition de la galerie d'art, créée en 1977
- Musée de la production d'allumette[9]
- Musée de l'histoire du train
- Musée de l'archidiocèse catholique romain de Częstochowa
- Le musée Tomasz Sętowski de l'imagination[10]
- Musée des pièces et médailles commémoratives de Jean-Paul II[11]
- Galerie Konduktorownia[12]

### Les avenues

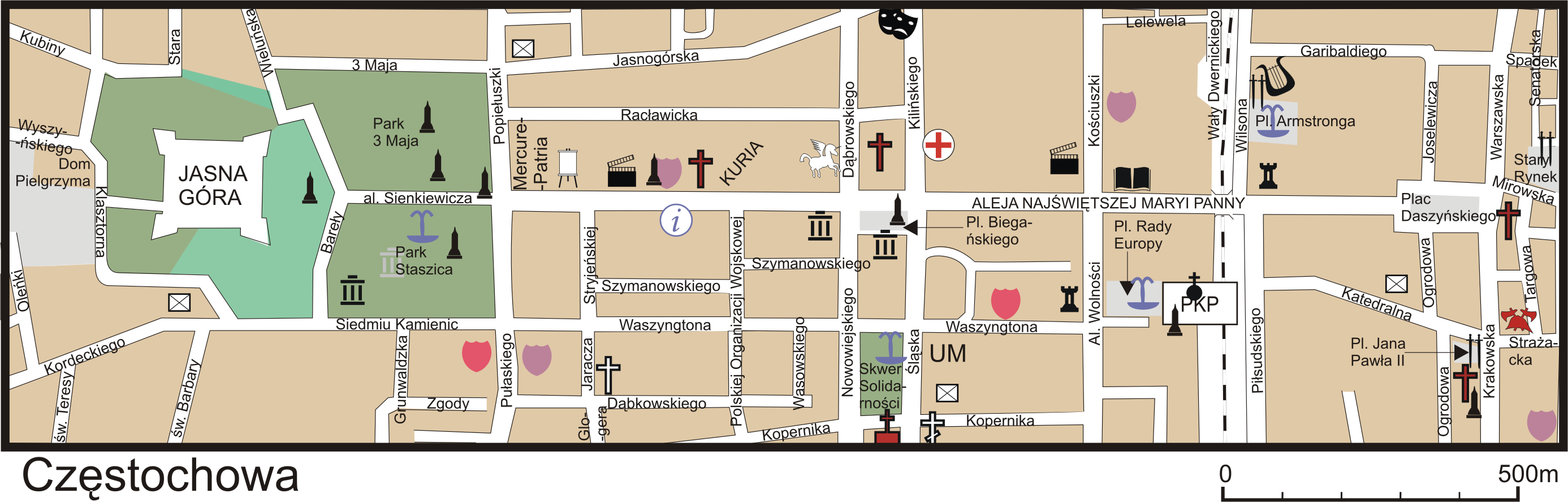
Plan de l'avenue de la Bienheureuse-Vierge-Marie et du centre de Częstochowa.

L'avenue de la Bienheureuse-Vierge-Marie (Aleje Najświętszej Maryi Panny) est l'artère la plus représentative de Częstochowa. Elle relie sur plus d'un kilomètre et demi l'église Saint-Sigismond au parc de Jasna Góra, soit les parties anciennes et nouvelles de la ville. Dès le milieu du XIXe siècle, c'est ici qu'apparaissaient les bâtiments destinés aux institutions publiques et les résidences et immeubles bourgeois des fabricants locaux, dont les façades sont richement décorées d'encorbellements, de balcons sculptés et d'autres détails d'architecture.
Elle est divisée en trois tronçons, ce qui explique pourquoi elle est souvent mentionnée au pluriel (les avenues) : 
- I Aleja, depuis l'église Saint-Sigismond et la place Daszyński et la rue Piłsudski ;
- II Aleja, entre l'hôtel de ville et l'église Saint-Jacques (place Biegański) et la rue Piłsudski ;
- III Aleja, entre la place Biegański et le parc de Jasna Góra.

Depuis la fin des années 2000, les avenues font l'objet de vastes chantiers de rénovation et de réorganisation : certaines voies de circulation sont réduites ou rendues piétonnières (notamment la place Biegański entre le vieil hôtel de ville et l'église Saint-Jacques), les dalles de trottoirs sont renouvelées, les plantations et les arbres sont remplacés.

### Les autres églises
L'église Sainte Barbe et Saint André Apôtre (Kościół św. Barbary i św. Andrzeja Apostoła) fut construite dans la première moitié du XVIIe siècle pour les besoins du noviciat du monastère de Jasna Góra. Selon une légende, le site a été choisi en raison de la présence d'une petite source dans laquelle, selon la légende, fut lavée l'icône profanée de la Vierge de Częstochowa, volé à Jasna Góra en 1430. Vers la fin du XIXe siècle, cette église est devenue une paroisse. Le bâtiment de l'église en lui-même est de style baroque avec des éléments gothiques. Ne possédant à l'origine qu'une seule nef, elle a été agrandie avec l'ajout de nefs sur les côtés sous forme de chapelles. Le couronnement de la tour est un casque baroque. Derrière l'église se trouve la chapelle de sainte Barbe avec une petite source.
L'église Saint-Sigismond (Kościół św. Zygmunta) est la plus ancienne église à Częstochowa, construite au XIVe siècle, à trois nefs avec un presbytère rallongé et une tour gothique. Les transformations antérieures sont: la construction de l'annexe de la chapelle de Saint Grégoire pendant les années 1625-1643, le complément de côté sud par une sacristie (supprimée au XIXe siècle) ainsi que la liquidation du cimetière de la paroisse de la vieille ville qui entoure l'église. La forme actuelle, baroque de l'église dès l'année 1783 possède une façade à deux tours. Près de l'église se trouvent des bâtiments à deux étages de la paroisse et de l'ancien monastère en maçonnerie de la première moitié du XVIIe siècle, joint à la hauteur du premier étage avec l'église. À la place de la rue Mirowska d'aujourd'hui, qui passe près de l'église, se trouvait un clocher, près duquel se trouvaient l'ancienne muraille et la tour municipale.

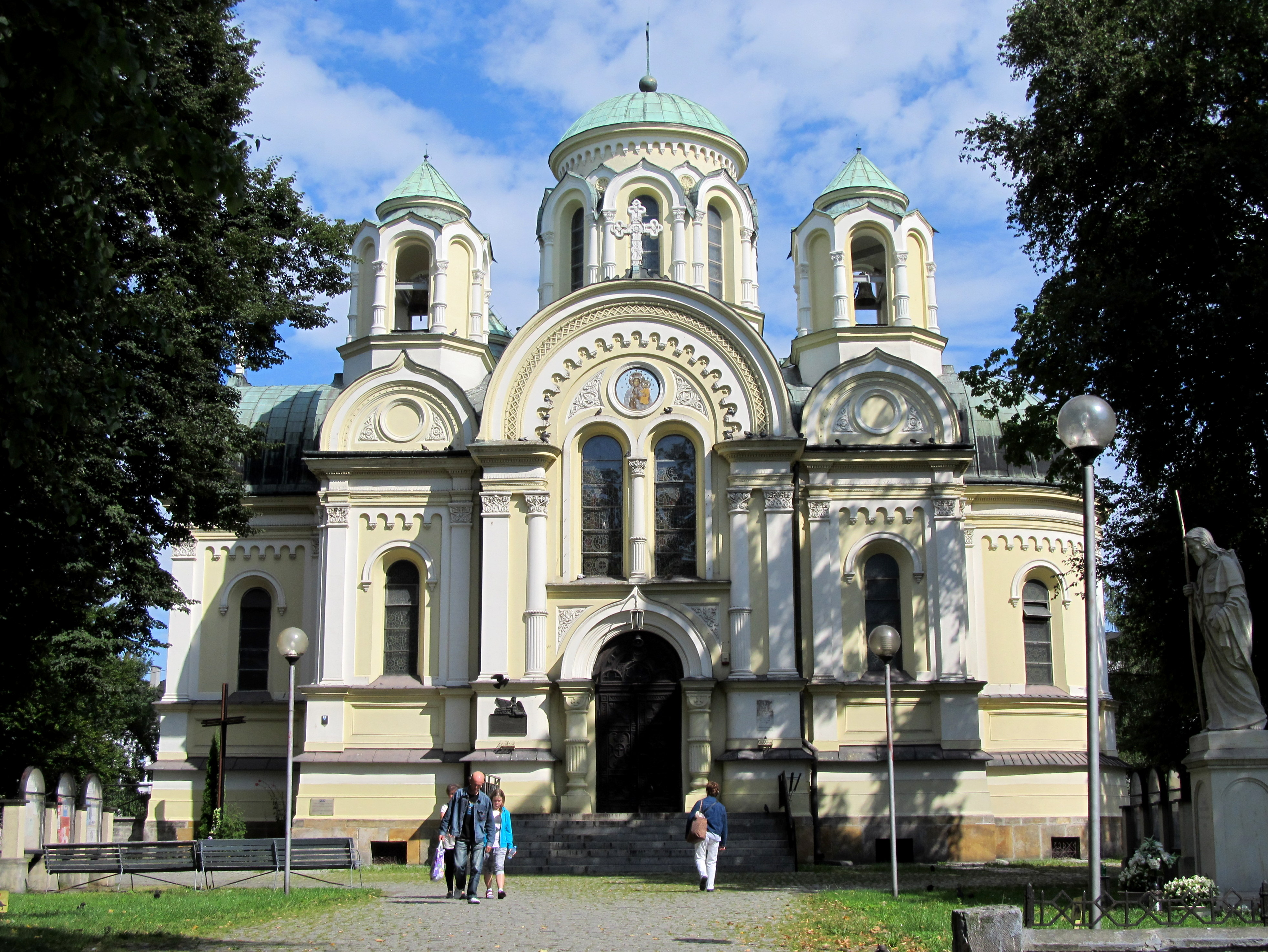
Église Saint-Jacques de Częstochowa

L'église Saint-Jacques (Kościół św. Jakuba), située en face de l'hôtel de ville, est une ancienne église orthodoxe construite dans un style byzantin entre 1870 et 1872. Après 1918 et l'indépendance retrouvée, l'église est convertie en église catholique et intégrée à la paroisse Saint-Sigismond. Après la Seconde Guerre mondiale, elle devient une paroisse à part entière. En 1948, le père Wojciech Modry fait enlever les dômes byzantins, remplacés par des toits hémisphériques. Entre 1969 et 1974, le père Tadeusz Ojrzyński fait reconstruire l'intérieur du bâtiment dans l'esprit d'une église chrétienne primitive, très dépouillée.

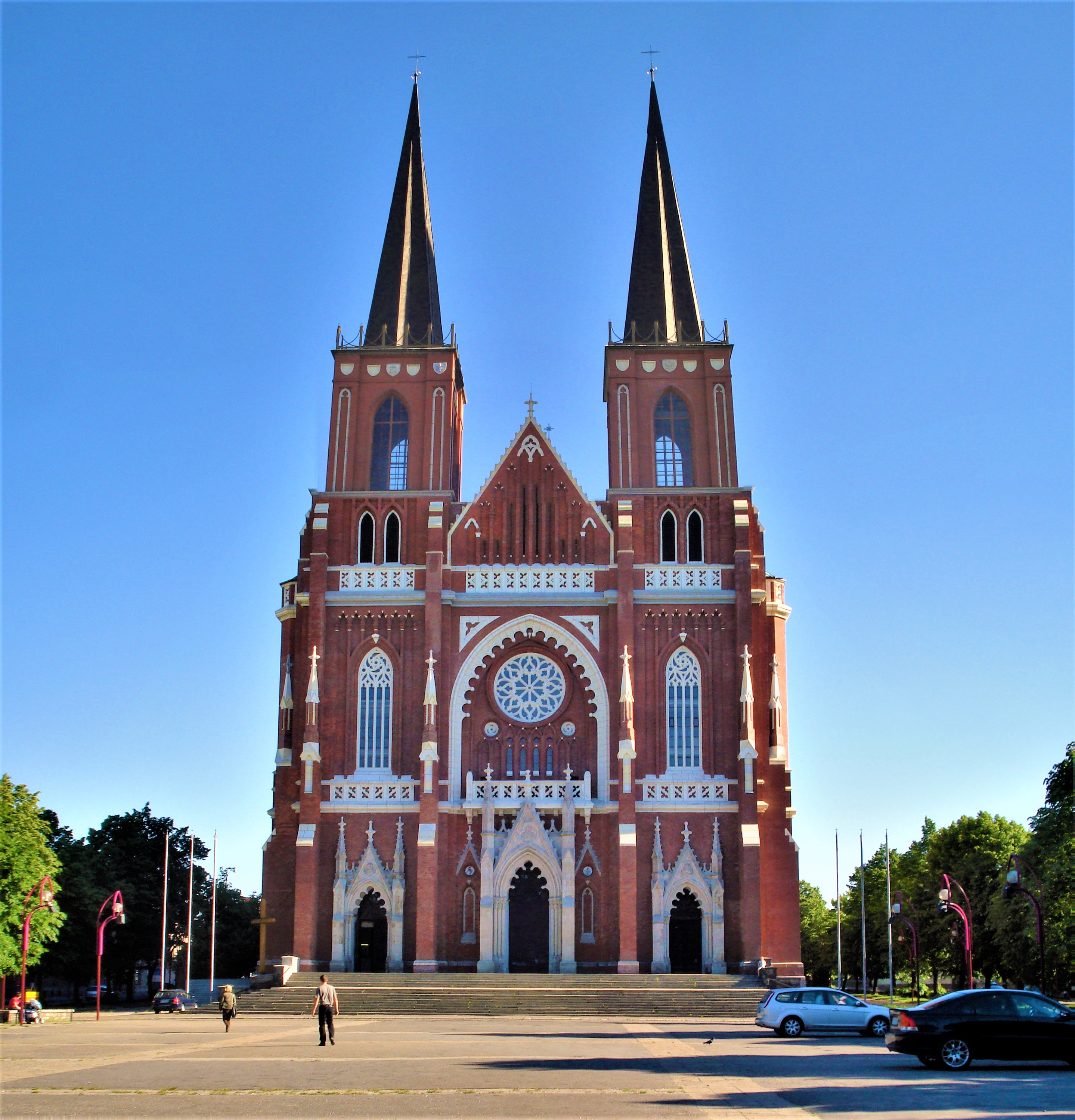
Cathédrale de la Sainte-Famille de Czestochowa.

La Cathédrale de la Sainte-Famille de Czestochowa (Archikatedra Świętej Rodziny) fut construite par étapes durant les années 1901-1927, est une des plus grandes églises de Pologne. Construite avec des briques, et en détail architectonique de pierre et du grès, dans le style néogothique, à trois nefs, au presbytère rallongé et une façade qui possède deux tours. L'intérieur de la cathédrale de l'archidiocèse est avec une finition de granit scandinave, les fenêtres et les macarons sont ornés de vitraux qui présentent les messianismes majeurs de l'histoire de la Nation ainsi que les Saints Sacrements.
Durant les années 1930, devant les trois autels, on a construit les rampes de communion avec les remplages et les bas-reliefs. Sous la chapelle de la Vierge de Częstochowa se trouvent les cryptes des évêques de Częstochowa.

### L'hôtel de ville
L'hôtel de ville (Ratusz) est le symbole de la création de la Częstochowa moderne. Il commença à être édifié à partir de 1828, deux ans après la réunion des parties ancienne et nouvelle de Częstochowa, et se substitua aux deux anciens ratusz du Vieux-Częstochowa (partie Est de la ville) et du Nouveau-Częstochowa (près de Jasna Góra) déjà disparus à l'époque : le premier ayant brûlé lors des guerres napoléoniennes et le second à l'époque de la Confédération de Bar.
Le pouvoir municipal ancrait sa présence le long de l'axe majeur de la ville, sur la place centrale. Le bâtiment est agrandi en 1908 pour comporter une tour ronde au centre et deux pavillons sur les côtés. Dans le pavillon ouest se trouvait la prison, dans celui de l'est le corps de garde militaire et les logements des officiers. Longtemps, l'hôtel de ville a été entouré par un grand jardin arboré sur trois côtés, sa façade restant ouverte sur la place. Au rez-de-chaussée se trouvaient les bureaux et l'étage était destiné au logement du maire de la ville.
La place Biegański se nommait originellement place du Marché-Saint-Jacques (Rynek Świętego Jakuba). Dans les années 1930, elle a pris le nom de Bronisław Pieracki, homme politique polonais assassiné en 1934 par des nationalistes ukrainiens. Après la Seconde Guerre mondiale, la place devient place Joseph-Staline avant de prendre son nom actuel, celui de Władysław Biegański, médecin et philosophe décédé à Częstochowa en 1917.
Après la Seconde Guerre mondiale, un monument comportant un char soviétique est élevé devant l'hôtel de ville. En 1968, il est remplacé par une statue haut perchée honorant l'armée soviétique, démolie en 1997 et remplacé par une statue du maréchal Piłsudski.
Aujourd'hui, seuls le bâtiment central et pavillon ouest existent encore. À la fin des années 1950, les services municipaux ont déménagé du vieux ratusz où l'on trouve le Musée municipal de Częstochowa depuis 1967. Aujourd'hui, un café-restaurant occupe également le sous-sol du bâtiment avec des terrasses sur la place.

### Autres monuments
- La Nouvelle synagogue, incendiée par les Allemands en 1939 et rasée en 1955 pour faire place au bâtiment de l’orchestre philharmonique Bronisław Huberman de Czestochowa.

## Personnalités liées à la ville
- Alexander Imich (1903-2014), doyen masculin de l'humanité d'avril à juin 2014, né dans la commune.
- Jean Ginsberg (1905-1983), architecte français, né dans la commune.
- Halina Poświatowska (1935-1967), poétesse polonaise.
- Jerzy Zdrada (né en 1936), historien et homme politique polonais né dans la commune.
- Monique Stalens (pl) (1939-), comédienne et metteuse en scène, mère de Juliette Binoche, née à Częstochowa.
- Jerzy Kulej (1940-2012), boxeur et homme politique, double champion olympique.
- Izabela Leszczyna (1961-), ministre de la Santé.
- Wiesław Kukuła (1972-), général.
- Jakub Błaszczykowski (1985-), footballeur international polonais.

## Football
- Raków Częstochowa

## Jumelages
- Lourdes (France)
- Fátima (Portugal)
- Nazareth (Israël)
- Bethléem (Palestine)
- Altötting (Allemagne)
- Kamianets-Podilskyï (Ukraine)
- Loreto (Italie)
- Pforzheim (Allemagne)
- South Bend (États-Unis)
- Styrie (Autriche)
- Šiauliai (Lituanie)
- Zapopan (Mexique)